# Hlas Ameriky
Hlas Ameriky (Voice of America, VOA) je multimediální zpravodajská společnost a instituce pro oficiální zahraniční vysílání vlády USA. Začala jako rozhlasová vysílací stanice v roce 1942, později přidala televizní vysílání a internetové zpravodajství v angličtině a dalších 30 jazycích. Hlavním posláním Hlasu Ameriky je šíření informací do zemí, kde panuje jistá dezinformovanost nebo cenzura. Vysílání v češtině bylo zahájeno v březnu 1942 a pokračovalo do 27. února 2004.
Na jeho rozhlasových vlnách vysílali pořady osobnosti jako Jan Werich, Jiří Voskovec, Jaroslav Drábek či Josef Škvorecký a Ivan Medek. V letech 1950–1964 a 1968–1973 bylo vysílání na území Československa rušeno.

## Historie

### Druhá světová válka
Před druhou světovou válkou byly ve Spojených státech pouze soukromé rozhlasové stanice vysílané na krátkých vlnách. Mezi tehdejšími největšími soukromými společnostmi byly NBC (vysílající v šesti jazycích) nebo CBS (vysílající pro osmnáct zemí Latinské Ameriky). V roce 1939 Federální komise pro komunikace přikázala americkým rozhlasovým stanicím, které vysílaly do zahraničí, aby spolupracovaly na šíření zahraniční politiky dobrého sousedství. Jinak mohly přijít o licenci. Některé stanice to vnímaly jako cenzuru.
Po vypuknutí druhé světové války v Evropě, vláda Spojených států začala v roce 1940 považovat kontrolu rozhlasového vysílání do Latinské Ameriky jako klíčovou oblast informační války vůči nacismu a nacistické propagandě. Americký vládní zpravodajský a propagandistický úřad Office of the Coordinator of Information, který existoval v letech 1941 a 1942, zasílal stanicím zprávy k víceméně dobrovolnému odvysílání, což se ale postupně ukázalo jako neefektivní řešení. Situace se změnila v prosinci 1941 po vstupu USA do války. Vznikl vládní Foreign Information Service (FIS), kterému předsedal dramatik Robert E. Sherwood, který pracoval jako autor projevů prezidenta F. D. Roosevelta. FIS začal vysílat přes rádiový transmitter stanice KGEI, kterou provozovala firma General Electric. Jako první cíl si FIS vybral vysílání na Filipíny. Od února 1942 FIS vysílal také do Německa pod názvem Stimmen aus Amerika (Hlasy z Ameriky). V tomto vysílání se objevil závazek: „Dnes a odteď každý den s vámi budeme z Ameriky mluvit o válce... Ať už půjde o zprávy pro nás dobré, nebo špatné – vždy vám budeme říkat pravdu.“ Byl to právě předseda FIS Robert E. Sherwood, který přišel se sloganem Hlas Ameriky. Na vysílání do Německa se podílel také zpravodajec William J. Donovan, který měl zakrátko založit Office of Strategic Services.
V červnu 1942 vznikl vládní úřad Office of War Information, který převzal kontrolu projektu Hlas Ameriky. Krátce poté došlo k dohodě se Spojeným královstvím o sdílení transmitterů pro vysílání na středních vlnách z území Spojeného království. S postupem Spojenců ve válce se Hlas Ameriky začal šířit také z vysílačů v Tunisu, Palermu a Bari.
Do východní Asie vysílal Hlas Ameriky již od roku 1941 z vysílače v Kalifornii a v dalších letech se přidaly vysílače na Havaji a po znovudobytí Filipín od Japonců také z tohoto území. Na konci druhé světové války měl Hlas Ameriky 39 vysílačů (transmitterů) a vysílal zprávy, pořady a hudební pásma ve čtyřiceti jazycích. S koncem války došlo k ukončení vysílání poloviny pořadů a Hlas Ameriky byl přesunut na ministerstvo zahraničí.

### Studená válka
Projekt Hlas Ameriky se znovu dostal do popředí na začátku studené války se Sovětským svazem. Tehdejší ředitel Hlasu Ameriky Foy D. Kohler (ve funkci v letech 1949 až 1952) věříl, že stanice dokáže sehrát klíčovou roli v informační válce v boji s komunismem. Kohler na konci svého funkčního období tvrdil, že Hlas Ameriky zásadně přispěl k odmítnutí komunismu v Koreji a v Itálii. Dále uváděl, že stanice pomáhala šířit westernizaci a americkou kulturu do dalších států. Kohler v neposlední řadě tvdril, že Hlas Ameriky měl dopad i ve Východním bloku, přičemž podle něj prakticky všichni, kdo přeběhli železnou oponu, byli ovlivněni jeho vysíláním. Hlas Ameriky začal do Sovětského svazu vysílat již v roce 1947 s cílem narušovat sovětskou antiamerickou propagandu. Sověti zareagovali v roce 1949, na začátku studené války, rušením rádiového signálu.
V roce 1950 bylo obnoveno omezené vysílání do arabského světa. To bylo významně rozšířeno během suezské krize v roce 1956. Roku 1953 byla zřízena vládní agentura United States Information Agency, pod kterou přešel i Hlas Ameriky. Novou ambicí bylo vysílat po celém světě, včetně východního bloku a komunistické Číny. Od roku 1955 stanice vysílala speciální pořad Voice of America Jazz Hour, který byl vysílán hlavně do Jihoafrické unie (později Jihoafrická republika), ve které vládl režim apartheidu. Cílem bylo šířit mezi Jihoafričany americkou kulturu tvořenou Afroameričany. To bylo spojené se státem organizovanými a finacovanými koncertními šňůrami hudebníků, jakými byli Dizzy Gillespie, Louis Armstrong nebo Duke Ellington.
Během maďarského povstání v roce 1956 bylo vysílání Hlasu Ameriky považováno za kontroverzní, protože maďarští uprchlíci a povstalci se domnívali, že stanice slouží jako státní médium a naznačuje možný příchod západní pomoci, která ovšem nepřišla. Během studené války mnoho vlád cílových zemí financovalo rušení signálu vysílání Hlasu Ameriky, což kritiky někdy vedlo k zpochybňování skutečného dopadu vysílání.
V průběhu 60. a 70. let 20. století se Hlas Ameriky věnoval některým z nejdůležitějších zpráv té doby, včetně projevu Martina Luthera Kinga z roku 1963 „I Have a Dream“, atentátu na Johna F. Kennedyho a přistání astronautů na Měsíci v roce 1969, které přilákaly publikum odhadované na 615 až 750 milionů lidí. V roce 1973, kvůli tzv. politice détente, tj. uvolnění napětí během studené války, sovětské rušení Hlasu Ameriky přestalo; obnoveno však bylo v roce 1979.
Na začátku 80. let zahájila stanice program modernizace v hodnotě 1,3 miliardy dolarů s cílem zlepšit vysílání pomocí lepších technických možností. V 80. letech stanice přidala také televizní program a speciální regionální programy na Kubě, Radio Martí a TV Martí. Kuba se pokoušela takové vysílání rušit a na mezinárodní půdě hlasitě protestovala proti vysílání USA namířenému proti Kubě. V září 1980 začala stanice vysílat do Afghánistánu v jazyce darí a v roce 1982 v jazyce paštština. V roce 1985 byla vytvořena stanice VOA Europe jako speciální služba v angličtině, která byla přes satelit vysílána do AM, FM a kabelových stanic po celé Evropě. Její vysílání bylo z důvodu úspor ukončeno v roce 1997. V roce 1989 rozšířil Hlas Ameriky své programy v mandarínštině a kantonštině, aby oslovil miliony Číňanů a informoval zemi o prodemokratickém hnutí v zemi, včetně demonstrací na náměstí Nebeského klidu.

### Po studené válce
S rozpadem sovětského bloku ve východní Evropě přidal Hlas Ameriky mnoho dalších jazykových služeb, aby dosáhl i do těchto oblastí.
V roce 1993 Clintonova administrativa doporučila snížit financování Rádia Svobodná Evropa/Rádia Svoboda (RFE/RL), protože se domnívala, že šíření informačního vlivu po studené válce není v Evropě potřeba. Tento plán nebyl dobře přijat a americký prezident Bill Clinton poté navrhl kompromis v podobě Zákona o mezinárodním vysílání, který v roce 1994 podepsal. Tento zákon zřídil Mezinárodní vysílací úřad jako součást United States Information Agency (USIA) a pro dohled zřídil United States Agency for Global Media, která převzala kontrolu k dohlížení na financování RFE/RL.
V roce 1994 se Hlas Ameriky stal první zpravodajskou organizací, která nabízela průběžně aktualizované programy na internetu.
Arabská služba byla zrušena v roce 2002 a nahrazena novou rozhlasovou službou s názvem Middle East Radio Network neboli Radio Sawa. V roce 2004 přibyla satelitní televizní stanice Alhurra. V rámci snahy o přidělení zdrojů na vysílání v muslimském světě byly v roce 2008 ukončeny rozhlasové programy v ruštině, hindštině, ukrajinštině, srbštině, makedonštině a bosenštině. V září 2010 zahájila stanice rozhlasové vysílání v Súdánu. S rostoucím zájmem USA o Jižní Súdán se stanice rozšířila i tam. V roce 2013 vedly rozpočtové škrty k ukončení vysílání v cizích jazycích na krátkých a středních vlnách do Albánie, Gruzie, Íránu a Latinské Ameriky a také vysílání v angličtině na Blízký východ a do Afghánistánu. Poté, v roce 2014, byla většina vysílání v angličtině do Asie přerušena, stejně jako krátkovlnné vysílání v ázerbájdžánštině, bengálštině, khmérštině, kurdštině, laoštině, uzbečtině a řečtině.

### Snaha o zrušení za Donalda Trumpa
V březnu 2025 se americký prezident Donald Trump rozhodl zrušit financování společnosti. Toto rozhodnutí však krátce poté zablokoval federální soud.

## Etika a kritika
Již první vysílání obsahovalo slova „Zprávy pro nás mohou být dobré nebo špatné – my vám vždy řekneme pravdu.“
Část akademické sféry a někteří komentátoři označují VOA za formu propagandy, a to je občas předmětem sporů. Argumentují, že VOA je placená vládou, a tak přirozeně přináší politický pohled blízký Vládě USA a propaguje běžný život v USA.
Vyšla však také Charta VOA ve formě zákona. Tato charta požaduje, aby VOA byl „konsistentně spolehlivý a autoritativní zpravodajský zdroj“, aby byl „přesný, objektivní a výstižný“. Cílem tohoto zákona bylo zabránit přílišnému zasahování státu do zpravodajství a za tímto účelem vedení VOA Chartou také opakovaně argumentovalo.